# Kody Stattmann
Kody Wade Stattmann (Cairns, 9 giugno 2000) è un cestista australiano.

## Carriera

### Nazionale
Nel 2019 ha disputato, con la nazionale Under-19 australiana, il Mondiale di categoria, tenutosi in Grecia.

## Palmarès

### Squadra
- Campionato NCAA: 1

Virginia Cavaliers: 2019